# Пушкин, Пётр Петрович
Пётр Петро́вич Пу́шкин (ок. 1610 — 1661) — стольник (1652) и дворянин московский (1660).

## Биография
Представитель одной из младших линий дворянского рода Пушкиных. Единственный сын дворянина московского и воеводы Петра Тимофеевича Пушкина «Черного» (ум. ок. 1634) и Елены Григорьевны Сунбуловой.
В 1645 году П. П. Пушкин упоминается в чине рынды во время приёма послов.
В июле 1646 года — есаул в большом полку, стоявшем в Белгороде, под командованием боярина князя Никиты Ивановича Одоевского, но в ноябре был отозван в Москву.
16 января 1648 года на первой свадьбе царя Алексея Михайловича с Марией Ильиничной Милославской он находился среди поезжан («в поезду»).
В 1652 году Пётр Пушкин упоминается в звании стольника. Во время царского приёма грузинского царевича Николая Давидовича и его матери Елены Леонтьевны П. П. Пушкин находился среди стольников, которым было поручено «есть ставить пред царевичем», а в 1658 году во время стола после царского приёма грузинского царя Теймураза Давидовича, Петру Пушкину было приказано вместе с другими стольниками «есть ставить пред бояр».
В 1661 году Пётр Петрович Пушкин скончался и был похоронен в Варсонофиевском девичьем монастыре (Москва).

## Семья и дети
Был дважды женат. Его первой женой стала Пелагея Фёдоровна Феофилатьева, от брака с которой у него был сын:
- Фёдор Петрович Пушкин (1641—1728), стряпчий (1676), стольник (1678)

Вторично женился на Анастасии Афанасьевне Желябужской (ум. после 1680). Дети от второго брака:
- Пётр Петрович Пушкин (1644—1692), стряпчий (1671), стольник (1677)
- Лев Петрович Пушкин (ум. после 1712), стольник (1702)
- Василиса Петровна Пушкина, жена с 1683 года Степана Афанасьевича Собакина

Прямым потомком Петра Петровича Пушкина в пятом колене был поэт Александр Сергеевич Пушкин.